# Bhadrapura, Bhadravati
Bhadrapura là một làng thuộc tehsil Bhadravati, huyện Shimoga, bang Karnataka, Ấn Độ.